# Weißenburgpark

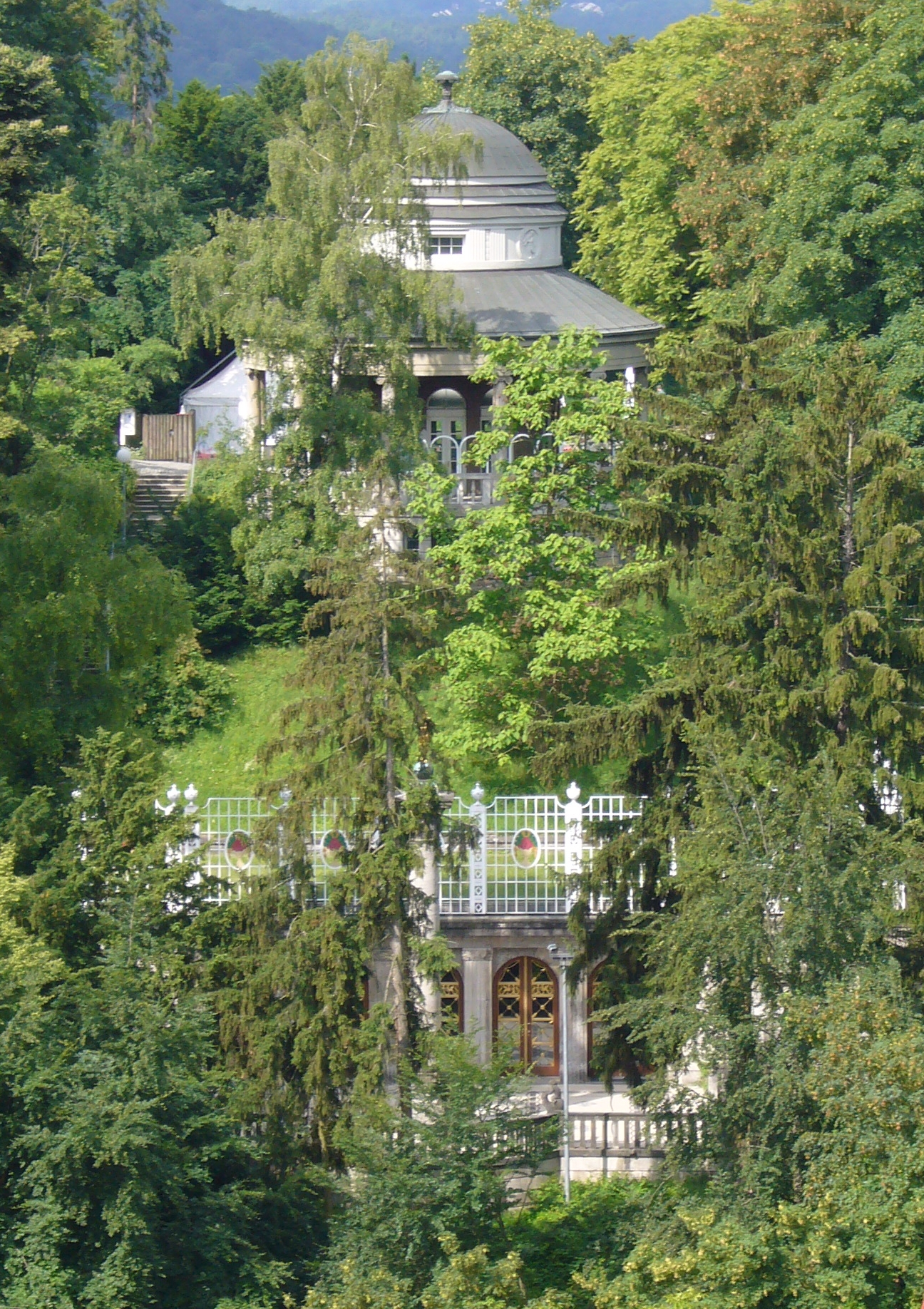
Teehaus (oben) und Marmorsaal im Stuttgarter Weißenburgpark

Der Weißenburgpark ist eine etwa fünf Hektar große Grünanlage im Stadtbezirk Stuttgart-Süd im Stadtteil Bopser. Auf einer Anhöhe im Park befinden sich das sogenannte Teehaus und der Marmorsaal, die heute als Ausflugslokal beziehungsweise als Veranstaltungsort genutzt werden. Der Park selbst ist mit mehreren Spazierwegen und Sitzgelegenheiten zum Verweilen angelegt.
An der höchsten Stelle des Weißenburgparks (etwa 370 Meter über NN) befindet sich eine Aussichtsplattform mit Blick auf Stuttgart und mit einem Gedenkstein für den Maler und Grafiker Reinhold Nägele. Trotz der einige Meter tiefer vorbeiführenden Bundesstraße 27 ist es im Park angenehm ruhig. An der Bopserwaldstraße am Fuß des Parks befinden sich einige wenige Parkplätze, mit den Stadtbahnlinien 5, 6, 7 und 12 ist der Park über die Haltestelle Bopser zu erreichen.

## Geschichte

Teehaus (oben) und Fassade des Marmorsaals, Tafelbild von Julius Mössel, 1913

Der Name Weißenburg geht auf eine mittelalterliche Burg (Burgstall Weißenburg) der Grafen von Württemberg an dieser Stelle zurück, die 1312 zerstört wurde und von der es keine Überreste mehr gibt.
1843/1844 wurden auf der Anhöhe eine Villa im klassizistischen Stil von Albert Föhr erbaut und ein Park angelegt. Die sogenannte Villa Weißenburg wurde 1888/1890 erweitert und 1898 vom Stuttgarter Unternehmer Ernst von Sieglin (1848–1927) erworben. Er ließ den Park umgestalten und 1912/1913 auf der Anhöhe vom Architekten Heinrich Henes einen kleinen Pavillon (das sogenannte Teehaus) sowie den Marmorsaal und einen Tennisplatz bauen.
Die Sieglin-Erben verkauften den gesamten Besitz 1956 an die Stadt Stuttgart. Im Rahmen der Vorbereitungen zur Bundesgartenschau 1961 wurde der Park zu einer öffentlichen Grünanlage umgestaltet. 1964 wurde die Villa abgerissen. Unter anderem wurden neue Wege, Spielplätze und Aussichtsterrassen mit schönen Ausblicken auf die Stuttgarter Innenstadt angelegt. Heute ist der Weißenburgpark Teil eines Grüngürtels, der sich von der Bopseranlage an der Hohenheimer Straße bis zum Wernhaldenwald beim Haigst hinaufzieht.

## Teehaus

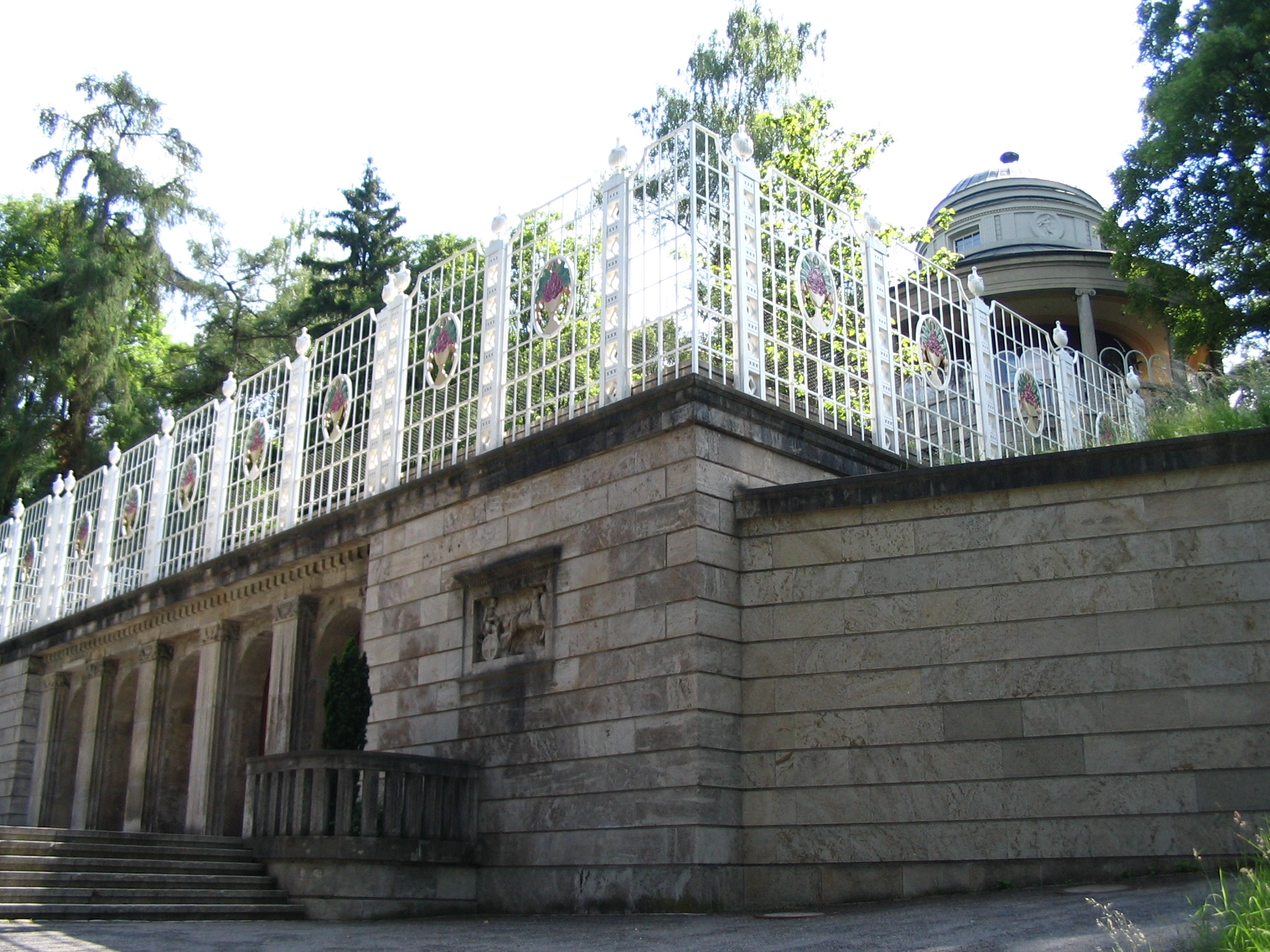
Teehaus (oben rechts) und Fassade des Marmorsaals, 2006

Beim Teehaus im Weißenburgpark der früheren Villa handelt es sich um einen runden neoklassizistischen Pavillon mit Säulenkranz in der Form eines Monopteros. Er wurde 1913 nach Plänen von Heinrich Henes fertiggestellt und diente der Familie als Teehaus. Der Bau wird von einer Kuppel mit Oberlichtern überwölbt. Das Kuppelgewölbe zeichnet sich durch eine Bemalung von Julius Mössel (1871–1957) aus. Sie zeigt vier Szenen in Kartuschen, die im Duktus des Rokoko jeweils mehrere Personen in einem Garten beim Spiel, beim Musizieren und Teetrinken darstellen. Heute ist das Teehaus mit einer angrenzenden großen Gartenterrasse im Sommer ein beliebtes Ausflugslokal.

## Marmorsaal
Der ebenfalls 1913 von Heinrich Henes fertiggestellte Marmorsaal im Weißenburgpark liegt am Hang unterhalb des Teehauses. Auf dem Dach des Saals befand sich ursprünglich ein inzwischen nicht mehr vorhandener Tennisplatz, den man vom Teehaus gut überblicken konnte.
Auch die Innenräume des Marmorsaals wurden von Julius Mössel ausgemalt, diesmal mit einer antikischen Groteskmalerei, in der sich passend zum Bau, der an ein antikes Nymphäum erinnert, Darstellungen von Wassergottheiten und -tieren finden. Der Marmorsaal wurde schon von der Familie Sieglin als Festsaal genutzt und steht nach einer Renovierung zwischen 1988 und 1992 wieder für Veranstaltungen zur Verfügung. So gibt es dort regelmäßig öffentliche Konzerte, aber auch private Feiern und standesamtliche Hochzeiten.

## Skulpturen

### Frühlingssäule
| - Frühlingssäule, rechts: Fassade des Marmorsaals. | - Frühlingssäule mit Allegorie des Frühlings. | - Palmwedelkapitell. | - Säulensockel mit Putten, Satyrmasken und Girlanden. |

|  | Die etwa 10 Meter hohe Frühlingssäule erhebt sich im Mittelpunkt der Terrasse vor dem Marmorsaal. Sie wird bekrönt von der allegorischen Figur „Der von den Bergen herabkommende Frühling“, einem Werk des Bildhauers Jakob Brüllmann aus dem Jahr 1913. Die antike weibliche Figur aus vergoldeter Bronze trägt eine kunstvolle Frisur und ein leicht geschürztes Gewand. Sie tänzelt auf einer mit grüner Patina überzogenen Bronzekugel und beschattet mit einer Hand ihre Augen, mit denen sie nach der langen Winterruhe neugierig auf ihre Stadt hinunterspäht. Der Säulenschaft schließt mit einem Palmwedelkapitell ab. Der quaderförmige Sockel der Säule trägt an den Ecken allegorische Bronzeputten, die Tanz, Musik, Wein und Gesang darstellen, sowie aus dem Sockel herausgehauene Satyrmasken, die durch Fruchtgirlanden miteinander verbunden sind. Die Sockelfiguren schuf Jakob Brüllmann. |

### Reliefs
| - Treppenaufgang mit Musikantenrelief und Steinbank. | - Musikantenrelief. | - Fassade des Marmorsaals mit Wagenlenkerrelief. | - Wagenlenkerrelief. |

Der Marmorsaal wird an seiner Fassade von zwei antikisierenden Travertinreliefs des Stuttgarter Bildhauers Karl Donndorf aus dem Jahr 1913 flankiert. Links des Marmorsaals befindet sich vor dem Treppenaufgang eine von drei Greifen getragene Steinbank. Darüber ist ein Halbrelief mit zwei antiken Musikantinnen in eine rechteckige Mauernische eingelassen. Das Relief zeigt in der Mitte eine halbliegende Leierspielerin, links ihr gegenüber eine hockende nackte Figur, die den Takt zur Melodie klatscht, und rechts einen Altar.
Rechts des Marmorsaals ist in der Fassadenmauer ein Halbrelief in einer rechteckigen Mauernische eingelassen. Das Relief zeigt einen antiken Wagenlenker auf einem zweispännigen Kampfwagen. Es wird von einem breiten Rahmen eingefasst und oben und unten von einer Zahnschnittleiste und von einem konsolartigen Sims  begrenzt.

### Putten

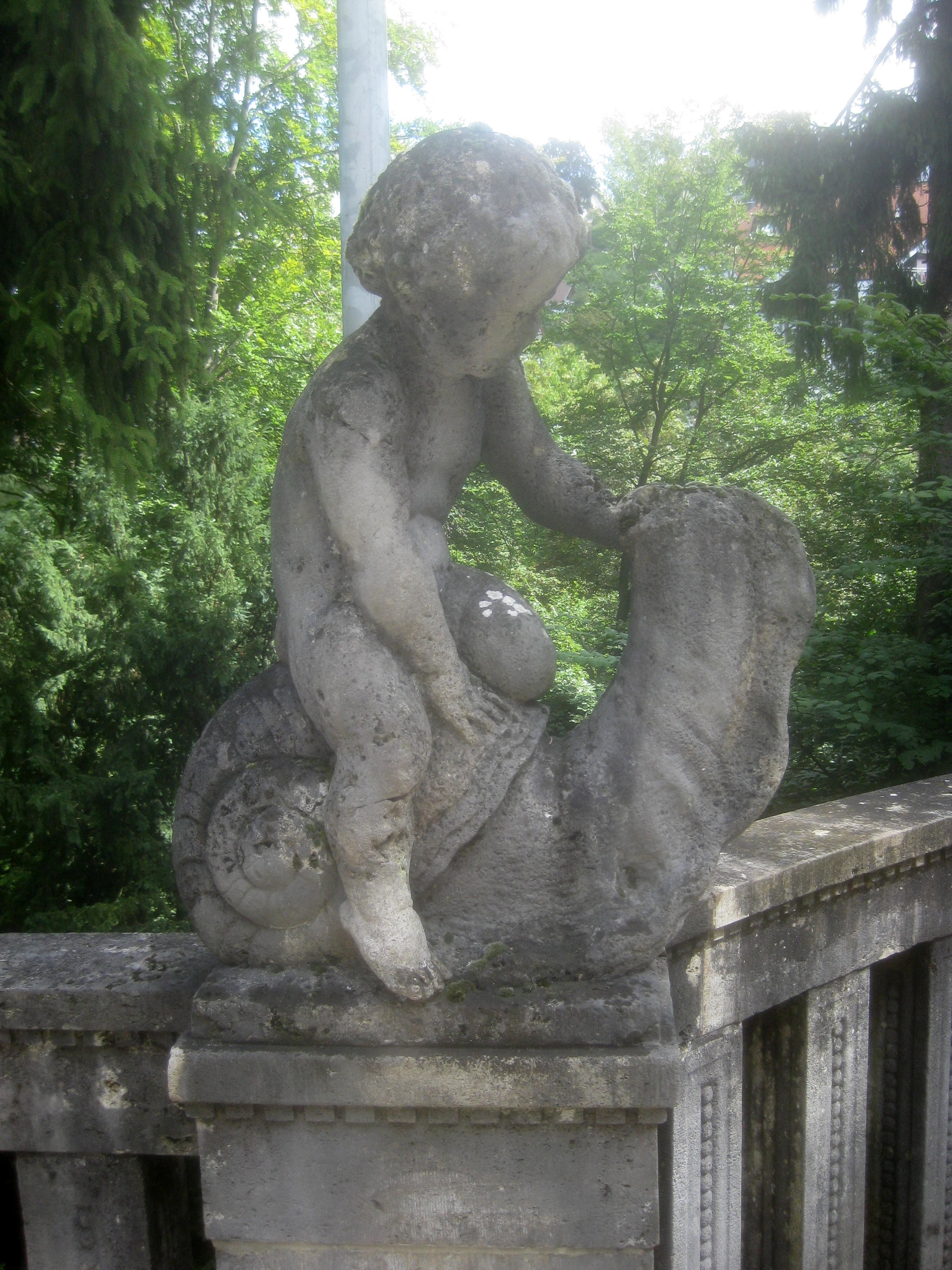
Putte als Schneckenreiter.
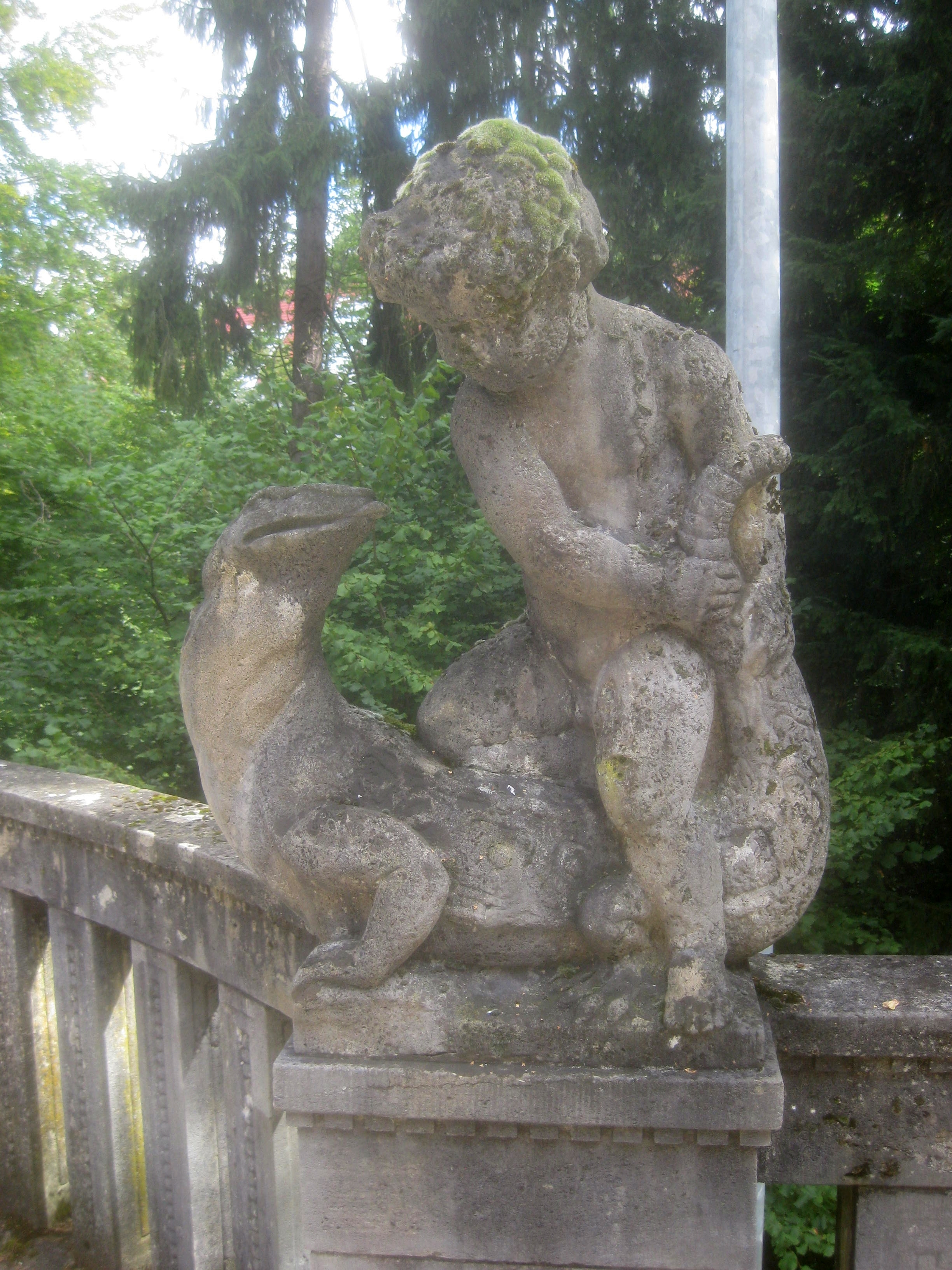
Putte als Echsenreiter.

Zwei steinerne Puttenfiguren des Bildhauers Melchior von Hugo aus dem Jahr 1913 bekrönen die Enden der Terrassenbalustrade vor dem Marmorsaal. Eine der Putten reitet auf einer großen Schnecke, die ihren Hals aus dem Gehäuse streckt und neugierig zu der Putte aufschaut. Die andere Putte reitet eine Echse, deren Schwanz sie gepackt hält, während die Echse den Kopf zu ihr wendet.

### Zierpflaster
| - Mosaik um die Frühlingssäule. | - Zentrales Schmuckmotiv der Mosaikfelder. |

Die Terrasse vor dem Marmorsaal ist bis zur Balustrade mit einem Zierpflaster aus kleinen Mosaiksteinchen belegt. Hellgraue und hellblaue Steinchen bilden Muster in dem überwiegend weißen Bodenbelag, der aus zwei Reihen mit je 4 rechteckigen Feldern und einer Ausbuchtung vor der Balustrade besteht. Die Felder werden von einem ovalgliedrigen Kettenmuster und einer Rechtecklinie begrenzt. Im Zentrum eines Felds ist in einem ovalen Medaillon ein symmetrisches Schmuckmotiv angeordnet.

### Ziergitter
| - Ziergitter hinter der Frühlingssäule. | - Marmorsaalfassade, Ziergitter und Teehaus. |

Über dem Marmorsaal befand sich ursprünglich ein Tennisplatz, von dem nur die Rasenfläche verblieben ist. Der Rasen wird nach hinten begrenzt von dem zum Teehaus führenden Hang, an den übrigen Seiten durch ein Ziergitter, das aus 3 Meter hohen und 2,30 Meter breiten Elementen besteht, die zwischen je zwei Pfosten aufgehängt sind. Die Gitter wurden 1913 von der Firma Sachse & Rothmann, Atelier für dekorative Malerei (Teilhaber Ludwig Sachse und Emil Rothmann) erstellt.
Die weißen Pfosten bestehen aus 2 Seitenteilen, zwischen denen abwechselnd eine Raute und 4 Zylinderformen eingespannt sind. Den oberen Abschluss bildet eine Deckelamphore. Die Gitterelemente bestehen aus weißen Metalllamellen mit einem ovalen Medaillon in der Mitte. Das Medaillon ziert ein durchbrochenes Flachrelief aus Steinguss mit der Darstellung eines bunten Blumenkorbs.

### Marmorsaalportale
| - Eingangsportal zum Marmorsaal. | - Kapitelle der Portalpilaster. |

Die Front des Marmorsaals wird durch fünf Rundbogenportale gegliedert, die von kannelierten Blendpilastern mit Früchte- und Tierkapitellen flankiert werden. Die holzgerahmten, zweiflügeligen Portaltüren tragen vergoldete Beschläge und Verzierungen. Den unteren drei quadratischen Scheiben eines Flügels ist ein gekreuztes Pfeilpaar vorgeblendet, der oberen Viertelkreisscheibe ein diagonal nach außen zeigender Pfeil. Die Scheiben sind durch Perlleisten voneinander getrennt, ebenso das durchbrochene Zierrelief unter der Kämpferlinie des Rundbogens.
Das als Groteske gestaltete Relief zeigt zwei Mischwesen, eine nackte Frau, deren Oberkörper in üppig gerollten Beinrocaillen endet, und ihr gegenüber einen Greif mit einer ebensolchen Schwanzrocaille. Die Frau fasst dem Greif an die Brust und hebt die andere Hand mit einer ermahnenden Geste zu ihm auf. Die Rocailleformen begrenzen das Relief an den Seiten und sind gegenständig angeordnet. Die Reliefs der beiden Türflügel sind spiegelbildlich zueinander gestaltet.

### Reinhold-Nägele-Denkmal

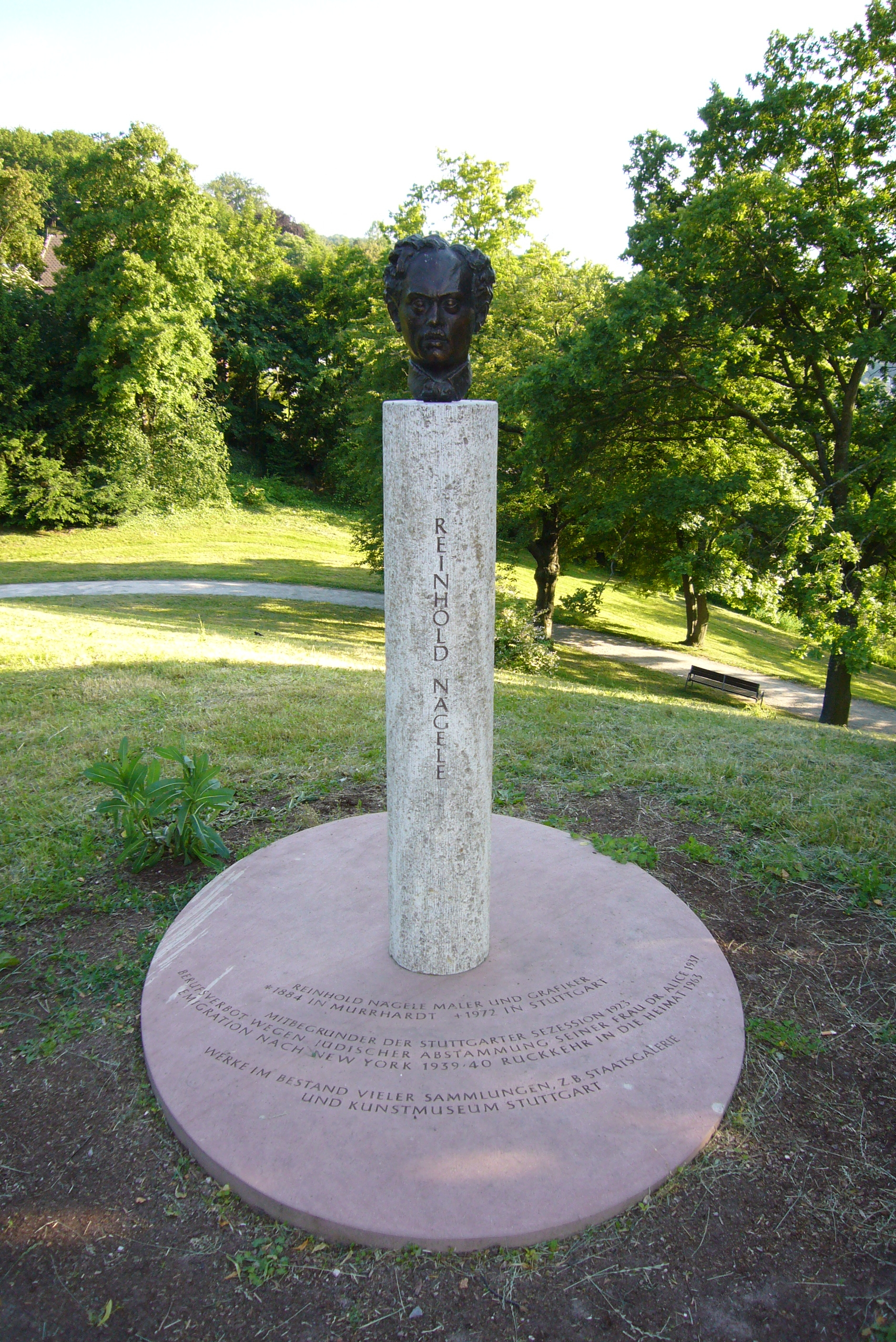
Reinhold-Nägele-Denkmal.
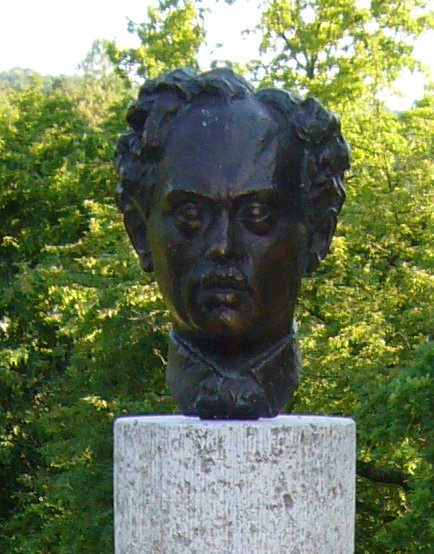
Büste.

Zwischen Teehaus und Aussichtsterrasse befindet sich ein Reinhold-Nägele-Denkmal. Auf einer runden Metallplatte erhebt sich eine Granitstele mit einer Bronzebüste von Reinhold Nägele von 2008. Sie wurde nach einer Büste geschaffen, die 1930 Nägeles Freund Jakob Wilhelm Fehrle geschaffen hatte. Die Metallplatte trägt folgende Inschrift:
Reinhold Nägele Maler und Grafiker

* 1884 in Murrhardt, † 1972 in Stuttgart Mitbegründer der Stuttgarter Sezession 1923

Berufsverbot wegen jüdischer Abstammung seiner Frau Dr. Alice 1937

Emigration nach New York 1939–40, Rückkehr in die Heimat 1963

Werke im Bestand vieler Sammlungen, z. B. Staatsgalerie und Kunstmuseum Stuttgart

### Herkules
| - Herkulesstandbild am Weißenburgpark. | In der Haarnadelkurve am Ende der Hohenheimer Straße grüßt den vorüberfahrenden Autofahrer das Standbild eines Herkules. Die Figur steht am Fuß des zum Weißenburgpark ansteigenden begrünten Berghangs an der Einmündung der Bopserwaldstraße, unweit der Fußgängerbrücke über der Straße (Standort). Unter einem Milchglasschutzdach erhebt sich die Ganzkörperfigur eines kraftstrotzenden Herkules, der einst den Eingang zum Park der Villa Weißenburg bewachte. Bis auf einen Lendenschurz unbekleidet, wendet der bärtige Mann den Blick zum vorüberfließenden Autoverkehr. Auf der rechten Schulter trägt er eine mächtige Keule, über der linken Schulter hängt das Fell des Nemeischen Löwen, den er im Kampf besiegte und tötete. Zu seinen Füßen kriecht die neunköpfige Schlange der Hydra, die er erlegt hat oder noch erlegen wird. |

## Villa Weißenburg

### Obere Villa Weißenburg
| - Villa Weißenburg, 1844. | - Villa Weißenburg, 1898. | - Villa Weißenburg, Seitenansicht, um 1900. |

Die Villa Weißenburg lag am Fuß des Weißenburgparks an der Stelle des jetzigen Spielplatzes, vor der Neuen Weinsteige und gegenüber dem Ernst-Sieglin-Platz  (Standort).
Die herrschaftliche Landhausvilla wurde 1844 im Auftrag des Hofbediensteten Heinrich Fellger von dem Stadtbaumeister Albert Föhr im klassizistischen Stil errichtet. In dem Haus sollten eine Schokoladenfabrikation und eine Restauration betrieben sowie Brustkranke und Molkekurgäste beherbergt werden. Fellgers Hoffnung, mit seiner „Fellgersburg“ ein Gegenstück zur beliebten Silberburg im Stuttgarter Westen zu schaffen, erfüllte sich jedoch nicht. Spätestens 1847 ging die Villa an einen anderen Besitzer über. Nach mehreren weiteren Besitzerwechseln erwarb der Weingroßhändler Albert Munzer die Villa und ließ sie 1890 durch Robert von Reinhardt umbauen. 1898 erwarb Ernst von Sieglin die Villa. Er ließ den Park umgestalten und 1912/1913 das Teehaus, den Marmorsaal und einen Tennisplatz errichten. 1964 wurde die Villa abgerissen.
Das walmgedeckte Gebäude erstreckte sich über 5 Achsen und 2 Stockwerke. Das Erdgeschoss bestand aus Werkstein, die Obergeschosse waren mit Putz verkleidet. Die Fassaden wurden durch
Blendpilaster und durchlaufende Gesimse gegliedert. Der 3-achsige, 3-stöckige Risalit mit einem Altan über dem Säulenvorbau des Erdgeschosses und einem Altan als Dachabschluss verliehen dem Gebäude das Aussehen eines klassischen Landhauses. Beim Umbau 1890 wurden die Seitentrakte durch zweistöckige Turmaufsätze ergänzt, so dass sie den Risalit um ein Stockwerk überragten.

### Untere Villa Weißenburg
In Stuttgart gab es noch eine zweite Villa Weißenburg. Sie lag 100 Meter tiefer und 400 Meter nordwestlich des Weißenburgparks in der Olgastraße 93 und wurde im Gegensatz zur Oberen Villa Weißenburg als Untere Villa Weißenburg bezeichnet. Heute stehen an der Stelle der Unteren Villa Weißenburg die beiden Gebäude Olgastraße 93A und 93B.

## Ida Herion
Die Tanzlehrerin Ida Herion (1876–1959), eine Pionierin des modernen Ausdruckstanzes und Anhängerin der Lebensreformbewegung, betrieb von 1912 bis 1954 in Stuttgart eine Tanzschule. 1926 stellten die kunstsinnigen Sieglins Ida Herion und dem Fotografen, Schriftsteller und Schauspieler Paul Isenfels (1888–1974) ihren Garten bei der Villa Weißenburg als Kulisse für ein Fotoshooting zur Verfügung. Die jungen Tänzerinnen und Tänzer bespielten leicht bekleidet oder nackt das Teehaus und den Marmorsaal in expressiven Posen, die sich an antiken Vorbildern inspirierten. Paul Isenfels veröffentlichte 1927 seine Fotos in dem Bildband „Getanzte Harmonien“.

## Impressionen
| - Teehaus | - Teehaus | - Blick nach Nordwesten - Blick nach Westen |

| - Blick nach Süden | - Mitte: Aussichtsplattform. Links: Teehaus (oben) und Marmorsaal | - Aussichtsplattform mit dem Panorama über den Talkessel |

### Weißenburgpark
- Judith Breuer, Gabriele Pfisterer, Horst Reichert: Der Marmorsaal im Weissenburgpark Stuttgart. Stuttgart 1985.
- Judith Breuer, Gertrud Clostermann: Die Bauten im Stuttgarter Weißenburgpark. Zur Restaurierung von Marmorsaal und Teehaus. In: Denkmalpflege in Baden-Württemberg. 1994, S. 46–59.
- Judith Breuer, Gertrud Clostermann: Der Marmorsaal im Weißenburgpark Stuttgart. Stuttgart 2010. (foerderverein-alt-stuttgart.de, pdf)
- J. Menno Harms (Hrsg.): Der Stuttgarter Bopser : Häuser, Familien, Geschichten. Silberburg-Verlag, Tübingen 2014, S. 115–158.
- Paul Isenfels: Getanzte Harmonien. Mit 120 künstlerischen Aufnahmen, geschaffen vom Verfasser in Verbindung mit der Tanzschule Herion in Stuttgart. Dieck, Stuttgart 1927. – Ohne Seitenzählung.
- Wilhelm Michel: Professor Heinrich Henes – Stuttgart. Gartenarchitektur der Villa E. v. Sieglin. In: Deutsche Kunst und Dekoration. Band 34, 1914, S. 132–139. (digi.ub.uni-heidelberg.de, pdf)
- Klaus Steinke: Teehaus, Tanz und Berg der Wahrheit. Silberburg-Verlag, Tübingen 2018, ISBN 978-3-8425-2095-0.
- Martin Wörner, Gilbert Lupfer, Ute Schulz: Architekturführer Stuttgart. Dietrich Reimer Verlag, Berlin 2005, ISBN 3-496-01290-0, S. 90, Nummer 141.

### Villa Weißenburg
- Gebhard Blank: Stuttgarter Villen im 19. Jahrhundert. Eine Begleitschrift zur Ausstellung im Wilhelms-Palais vom 18. März – 16. August 1987. Stuttgart 1987, S. 30–31.
- H. Frölich: Der Bopserbrunnen. In: Max Bach (Herausgeber); Carl Lotter: Bilder aus Alt-Stuttgart. Stuttgart 1896, S. 87–89. (digibus.ub.uni-stuttgart.de, pdf)
- Rolf Hofmann: Dr Emanuel Weil und die [untere] Villa Weissenburg. Ein renommierter Stuttgarter Ohrenarzt in herrschaftlicher Villa mit Park. (alemannia-judaica.de, pdf)
- Manfred Schmid; Jutta Ronke: Städtisches Lapidarium, Museumsführer, Stuttgart 2006, S. 90–100, Nummer 270–273.
- Klaus Steinke: Burg Weißenburg: eine Spurensuche. In: #Harms 2014, S. 116–120.
- Gustav Wais: Alt-Stuttgart. Die ältesten Bauten, Ansichten und Stadtpläne bis 1800. Mit stadtgeschichtlichen, baugeschichtlichen und kunstgeschichtlichen Erläuterungen. Stuttgart 1954, S. 65, 79, 176.